# Terrilimosina pexa
Terrilimosina pexa är en tvåvingeart som beskrevs av Marshall 1985. Terrilimosina pexa ingår i släktet Terrilimosina och familjen hoppflugor. Inga underarter finns listade i Catalogue of Life.